# تيرانس ويست
تيرانس ويست (بالإنجليزية: Terrance West)‏ هو لاعب كرة قدم أمريكية أمريكي، ولد في 28 يناير 1991 في فورت لودرديل في الولايات المتحدة.

## وصلات خارجية
- تيرانس ويست على موقع مرجع كرة القدم المحترفة.كوم (الإنجليزية)